# Stephanie Hsu
Stephanie Ann Hsu, hay Hứa Vĩ Luân (giản thể: 许玮伦; phồn thể: 許瑋倫; sinh ngày 25 tháng 11 năm 1990), thường được biết đến với nghệ danh Stephanie Hsu, là một nữ diễn viên người Mỹ gốc Hoa. Cô nổi tiếng với vai diễn Joy Wang và Jobu Tupaki trong Cuộc chiến đa vũ trụ (2022), vai diễn giúp cô nhận về đề cử giải Oscar cho nữ diễn viên phụ xuất sắc nhất.
Cô bắt đầu sự nghiệp qua các vai diễn sân khấu trong các vở nhạc kịch Be More Chill và The SpongeBob Musical tại Broadway. Trên màn ảnh, cô đã có một vai diễn định kỳ trong bộ phim truyền hình The Marvelous Mrs. Maisel (2019 – 2023).